# 민주건항협진연맹
민주건항협진연맹(民主建港協進聯盟) 또는 민건련은 홍콩 친중파에 속하는 홍콩의 보수주의 정당이다.
홍콩 노동조합 내 개량주의자들과 중국 민족주의 지식인이 1992년 7월 10일에 창당하였다. 홍콩 공회련합회와 마찬가지로 전통적인 친중 정당이다. 창당 초기 멤버는 본래 1991년까지 홍콩 식민 정부가 공식적으로 인정하는 선거를 보이콧하였으나, 중영공동선언의 영향으로 선거에 참여한다는 명분을 가지게 되었고 그 결과 1992년 민주건항협진연맹을 창당하게 되었다. 사회·문화적으로 보수적인 성격의 내용을 갖춘 정책 입안을 주도하며, 경제적으로는 혼합 경제를 지향한다.

## 같이 보기
- 홍콩의 정치
- 홍콩의 정당